# Herminia gypsalis
Herminia gypsalis là một loài bướm đêm trong họ Noctuidae.